# Capo Gallo
Capo Gallo este o arie protejată (arie specială de conservare — SAC, sit de importanță comunitară — SCI) din Italia întinsă pe o suprafață de 549 ha, din care 2 % marine.

## Localizare
Centrul sitului Capo Gallo este situat la coordonatele 38°12′30″N 13°17′28″E / 38.208333°N 13.291111°E.

## Înființare
Situl Capo Gallo a fost declarat sit de importanță comunitară în septembrie 1995 pentru a proteja 2 specii de plante și 44 de specii de animale. Situl a fost protejat și ca arie specială de conservare în decembrie 2015.

## Biodiversitate
Situată în ecoregiunea mediteraneană, aria protejată conține 11 habitate naturale: Păduri de Quercus ilex și Quercus rotundifolia, Tufărișuri termo-mediteraneene și de pre-deșert, Salicornia și alte specii anuale care populează regiunile mlăștinoase și nisipoase, Peșteri inaccesibile publicului, Faleze cu vegetație de Limonium spp. endemic de pe coastele mediteraneene, Grohotișuri termofile și vest-mediteraneene, Peșteri marine scufundate complet sau parțial, Recifuri, Pseudostepă cu ierburi și specii anuale de Thero-Brachypodietea, Pante stâncoase calcaroase cu vegetație casmofită, Iazuri temporare mediteraneene.
La baza desemnării sitului se află mai multe specii protejate:
- plante (2): Dianthus rupicola, Ophrys lunulata
- păsări (44): fluierar de munte (Actitis hypoleucos), pescăruș albastru (Alcedo atthis), fâsă de luncă (Anthus pratensis), fâsă de pădure (Anthus trivialis), lăstunul mare (Apus apus), Apus pallidus, stârc cenușiu (Ardea cinerea), Calonectris diomedea, erete vânăt (Circus cyaneus), egretă mică (Egretta garzetta), șoim călător (Falco peregrinus), vânturel de seară (Falco vespertinus), muscar-gulerat (Ficedula albicollis), muscar negru (Ficedula hypoleuca), frunzăriță galbenă (Hippolais icterina), Hippolais polyglotta, capîntortură (Jynx torquilla), sfrâncioc cu cap roșu (Lanius senator), pescăruș-cu-cap-negru (Larus melanocephalus), pescăruș râzător (Larus ridibundus), privighetoare (Luscinia megarhynchos), prigoare (Merops apiaster), gaia neagră (Milvus migrans), mierlă de piatră (Monticola saxatilis), muscar sur (Muscicapa striata), pietrar sur (Oenanthe oenanthe), grangur (Oriolus oriolus), ciuf-pitic (Otus scops), vultur pescar (Pandion haliaetus), viespar (Pernis apivorus), pitulice de munte (Phylloscopus collybita), pitulice sfârâitoare (Phylloscopus sibilatrix), pitulice-fluierătoare (Phylloscopus trochilus), brumăriță de pădure (Prunella modularis), aușel cu cap galben (Regulus regulus), mărăcinar (Saxicola rubetra), silvie cu cap negru (Sylvia atricapilla), silvie de zăvoi (Sylvia borin), silvie roșcată (Sylvia cantillans), silvie de câmp (Sylvia communis), Sylvia conspicillata, Tachymarptis melba, chiră de mare (Thalasseus sandvicensis), pupăză (Upupa epops)

Pe lângă speciile protejate, pe teritoriul sitului au mai fost identificate 89 de specii de plante, 9 specii de păsări, 1 specie de amfibieni, 1 specie de mamifere, 2 specii de reptile.